# Les Vieilles Canailles (compilation)
Pour les articles homonymes, voir Vieille Canaille.
Les Vieilles Canailles est un triple CD de compilations de titres de Jacques Dutronc, Johnny Hallyday et Eddy Mitchell. Sa sortie le 4 novembre 2014, précède de quelques jours la série de concerts des Vieilles Canailles à Bercy.

## autour de l'album
Référence originale : Universal Music – Sony Music 5352170

## Titres

### CD 1Jacques Dutronc
| No  | Titre                               | Paroles                         | Musique               | Durée |
| --- | ----------------------------------- | ------------------------------- | --------------------- | ----- |
| 1.  | Fais-pas ci, fait-pas ça            | Jacques Lanzmann - Anne Segalen | Jacques Dutronc       | 1:14  |
| 2.  | L'opportuniste                      | Jacques Lanzmann - Anne Segalen | Jacques Dutronc       | 2:40  |
| 3.  | Gentleman cambrioleur               | Alain Boublil - Yves Dessca     | Jean-Pierre Bourtayre | 3:08  |
| 4.  | Les Cactus                          | Jacques Lanzmann                | Jacques Dutronc       | 2:39  |
| 5.  | Et moi, et moi, et moi              | Jacques Lanzmann                | Jacques Dutronc       | 2:53  |
| 6.  | La Fille du Père Noël               | Jacques Lanzmann                | Jacques Dutronc       | 2:34  |
| 7.  | Il est cinq heures, Paris s'éveille | Jacques Lanzmann - Anne Segalen | Jacques Dutronc       | 2:54  |
| 8.  | J'aime les filles                   | Jacques Lanzmann                | Jacques Dutronc       | 2:58  |
| 9.  | Le responsable                      | Jacques Lanzmann                | Jacques Dutronc       | 2:31  |
| 10. | Mini mini mini                      | Jacques Lanzmann                | Jacques Dutronc       | 1:52  |
| 11. | À tout Berzingue                    | Jacques Lanzmann                | Jacques Dutronc       | 1:41  |
| 12. | Les Play-Boys                       | Jacques Lanzmann                | Jacques Dutronc       | 3:07  |
| 13. | On nous cache tout on nous dit rien | Jacques Lanzmann                | Jacques Dutronc       | 2:33  |
| 14. | L'hôtesse de l'air                  | Jacques Lanzmann                | Jacques Dutronc       | 3:11  |
| 15. | Le petit jardin                     | Jacques Lanzmann                | Jacques Dutronc       | 3:51  |
| 16. | Le plus difficile                   | Jacques Lanzmann - Anne Segalen | Jacques Dutronc       | 2:42  |
| 17. | Merde in France                     | Jacques Dutronc                 | Jacques Dutronc       | 2:49  |
| 18. | À la vie à l’amour                  | Jacques Lanzmann                | Jacques Dutronc       | 2:30  |
| 19. | Le dragueur des supermarchés        | Jacques Lanzmann                | Jacques Dutronc       | 2:15  |
| 20. | L'aventurier                        | Jacques Lanzmann                | Jacques Dutronc       | 2:30  |

### CD2Johnny Hallyday
| No  | Titre                                        | Paroles                                  | Musique                                                        | Durée |
| --- | -------------------------------------------- | ---------------------------------------- | -------------------------------------------------------------- | ----- |
| 1.  | Retiens la nuit                              | Charles Aznavour                         | Georges Garvarentz                                             | 2:54  |
| 2.  | L'Idole des jeunes (Teenage Idol)            | Ralph Bernet (adaptation)                | Jack Lewis                                                     | 2:28  |
| 3.  | Le Pénitencier (The House of the Rising Sun) | Hugues Aufray - Vline Buggy (adaptation) | Alan Price                                                     | 4:03  |
| 4.  | Noir c'est noir (Black is black)             | Georges Aber (adaptation)                | Tony Haynes - Michelle Grainger - Steve Wadey                  | 3:13  |
| 5.  | Hey Joe                                      | Gilles Thibaut (adaptation)              | Billy Roberts                                                  | 3:04  |
| 6.  | Que je t'aime                                | Gilles Thibaut                           | Jean Renard                                                    | 3:20  |
| 7.  | Oh ! Ma jolie Sarah                          | Philippe Labro                           | Tommy Brown - Mick Jones                                       | 4:40  |
| 8.  | La Musique que j'aime                        | Michel Mallory                           | Johnny Hallyday                                                | 5:08  |
| 9.  | Requiem pour un fou                          | Gilles Thibaut                           | Gérard Layani                                                  | 4:45  |
| 10. | Gabrielle (The King is Dead)                 | Long Chris - Patrick Larue (adaptation)  | Tommy Cole                                                     | 2:56  |
| 11. | Ma gueule (Live au Pavillon de Paris 1979)   | Gilles Thibaut                           | Philippe Bretonnière                                           | 3:41  |
| 12. | Quelque chose de Tennessee                   | Michel Berger                            | Michel Berger                                                  | 4:10  |
| 13. | Je te promets                                | Jean-Jacques Goldman                     | Jean-Jacques Goldman                                           | 4:35  |
| 14. | Diego libre dans sa tête (Live Bercy 1990)   | Michel Berger                            | Michel Berger                                                  | 3:59  |
| 15. | Je serai là                                  | Étienne Roda-Gil (adaptation)            | John Holliday - Trévor Steel - Johnny Christo - Milan Zekavica | 3:53  |
| 16. | Allumer le feu                               | Zazie                                    | Pascal Obispo - Pierre Jaconelli                               | 4:20  |
| 17. | Sang pour sang                               | Éric Chemouny                            | David Hallyday                                                 | 4:14  |
| 18. | Marie                                        | Gérald de Palmas                         | Gérald de Palmas                                               | 3:57  |

### CD 3Eddy Mitchell
- Sauf indications contraires, les textes sont de Claude Moine et les musiques de Pierre Papadiamandis (nous indiquons cependant lorsqu'il s'agit d'une adaptation).

| No  | Titre                                              | Paroles                      | Musique                    | Durée |
| --- | -------------------------------------------------- | ---------------------------- | -------------------------- | ----- |
| 1.  | Couleur menthe à l'eau                             |                              |                            | 3:31  |
| 2.  | Pas de boogie woogie                               | Claude Moine (adaptation)    | Laying Martine Jr          | 3:42  |
| 3.  | Sur la route de Memphis                            | Claude Moine (adaptation)    | Tom Hall                   | 2:52  |
| 4.  | Il ne rentre pas ce soir                           |                              |                            | 2:58  |
| 5.  | La dernière séance                                 |                              |                            | 3:30  |
| 6.  | Le cimetière des éléphants                         |                              |                            | 4:07  |
| 7.  | Toujours un coin qui me rappelle                   | Ralph Bernet (adaptation)    | Hal David - Burt Bacharach | 3:21  |
| 8.  | Vieille canaille (en duo avec Serge Gainsbourg)    | Jacques Plante (adaptation)  | Sam Theard                 | 2:58  |
| 9.  | M'man                                              |                              |                            | 3:57  |
| 10. | J'ai oublié de l'oublier                           |                              |                            | 3:05  |
| 11. | Rio Grande                                         |                              |                            | 4:52  |
| 12. | Comme quand j'étais môme                           |                              |                            | 3:56  |
| 13. | Alice                                              |                              |                            | 2:46  |
| 14. | La fille du motel                                  |                              |                            | 2:56  |
| 15. | C'est un rocker                                    | Claude Moine (adaptation)    | Chuck Berry                | 3:26  |
| 16. | Lèche-bottes blues                                 | Claude Moine - Boris Bergman |                            |       |
| 17. | Un portrait de Norman Rockwell                     |                              |                            | 4:43  |
| 18. | On veut des légendes (en duo avec Johnny Hallyday) |                              |                            | 4:29  |
| 19. | Come back                                          |                              | Michel Amsellem            | 3:08  |
| 20. | Les vrais héros                                    |                              |                            | 4:11  |